# هيبوكون 30698
هيبوكون 30698 أو الكويكب 30698، التعين المؤقت له  الكويكب 2299T-3. وهو كويكب من كويكبات طروادة ينتمي إلى كويكبات معسكر طروادة اكتشف في سنة 2299. اشتق اسم هذا الكويكب من اسم إحدى الشخصيات الطروادية في ملحمة الإلياذة لهوميروس.
كباقي كويكبات معسكر الطرواديين يقع مداره في النقطة L5 من نقاط لاغرانج وفق نظام الشمس - المشتري. يبلغ القدر المطلق لهذا الكويكب 11.9 ونصف المحور الرئيسي لمداره 5.192 وحدة فلكية. وقد تم رصده 15 مرة حتى فبراير 2013. الإشارة المرجعية له وفق الملحق الدوري لمدارات الكويكبات هي MPO244453‏